# Heterostegane amputata
Heterostegane amputata är en fjärilsart som beskrevs av Claude Herbulot 1993. Heterostegane amputata ingår i släktet Heterostegane och familjen mätare. Inga underarter finns listade i Catalogue of Life.